# 比約恩·法烏
比約恩·法烏（Björn Phau，1979年10月4日—）是一位德國職業網球運動員，他的父親為印尼籍，母親為德國籍。2006年6月19日，他達到目前為止最高單打排名59。他曾在2006年杜拜網球錦標賽，以7–5、7–5直落二盤擊敗安德烈·阿加西，後者在賽後訪談表示：法烏是他見過以來最迅速的網球運動員之一。他的優點是在移位，腳部速度和素質，他被耐吉和威爾森所贊助。他只有175公分，因此法烏設法彌補他在體格和速度的缺點。

## 外部連結
- 比約恩·法烏（英文/西班牙文）的官方資料
- 比約恩·法烏的國際網球總會 職業／青少年 官方資料（英文）
- 比約恩·法烏的官方資料（英文）